# Montserrat Cornet i Planells
Montserrat Cornet i Planells   (Carrer Gran de Gràcia, 28 de juliol de 1934) és una escriptora catalana, principalment novel·lista, però que també ha escrit diverses obres de teatre i poesia.
Es formà com a assistent social i treballà com a administrativa i periodista, a més d'agent i corredora d'assegurances, que va ser la seva professió. Començà a escriure i a publicar a començaments dels anys cinquanta, mentre continuava treballant al seu despatx com a corredora d'assegurances, activitat que va mantenir fins als 65 
anys. Ha col·laborat en diverses revistes, com Crònica, El Món, Vilassart, Els Quatre Gats, entre d'altres. El 1984 va escriure la seva primera novel·la, Entre dos estius, a la qual n'han seguit unes quantes més al costat d'altres obres narratives. Més enllà de la seva producció com a novel·lista ha destacat com a dramaturga amb una sèrie d'obres de teatre, algunes de les quals han estat representades al Festival Internacional de Teatre de Sitges i al Teatre Goya de Barcelona i a 53 pobles i ciutats de Catalunya. La seva obra ha estat traduïda al castellà i el polonès.
S'ha iniciat com a Youtuber amb un canal propi l'any 2022. El canal es diu Monòlegs de la besàvia i comenta diferents temes que l'interessen o li preocupen, com també viatges que ha fet.

## Llibres publicats[1]
- Entre dos estius (1984) - Novel·la
- Fill, què hi fas a Polònia? (1987) - Narrativa
- Rusiñol que vas a França (1987) Narrativa
- Primavera a París (1989) - Teatre
- Cercles de colors (1990) - Novel·la
- Estimat Enric, estimat Alfons (1991) - Novel·la
- La nina - Barcelona (1992) - Teatre
- Solstici d'hivern (1996) - Poesia
- Carta a l'avi (2003) - Narrativa
- La lletra petita - memòries professionals d'una corredora d'assegurances (2014) - Textos autobiogràfics
- Més enllà d'un flashback (2015) - Textos autobiogràfics
- Estimat pare (2017) - Textos autobiogràfics
- Un gran amor (2017) - Textos autobiogràfics

## Obres dramàtiques representades[1]
- Primavera a París - Festival Internacional de Teatre de Sitges (Teatre Prado) (1988)
- Revisió anual (mai no és tard) - Teatre Goya (2000)
- Aquella nina - Mercè Comes - Teatre Goya (2002)
- Tota una senyora - Teatre Goya (2002)

## Premis literaris
- 1r Premi de Teatre del Festival Internacional de Teatre de Sitges (1988), per Primavera a París[1]
- Memorial Antoni Santos Antolín de teatre (1988), per Primavera a París[1]
- Medalla de la Dona de Sarrià-Sant Gervasi (2003)[3]